# Facteur de croissance transformant
Le facteur de croissance transformant (TGF de l'anglais transforming growth factor) est une cytokine polypeptidique qui est classée en deux groupes : le TGFα, produit par les macrophages, les astrocytes et les kératinocytes, est un facteur de développement cellulaire et le TGFβ (en) un facteur de développement tissulaire et qui intervient dans la morphogenèse agit comme élément anti-rejet, présent sous trois formes : TGF-bêta 1, 2 et 3. Il intervient dans de nombreux processus physiologiques (tumeurs, grossesse, fécondation) et participe à la formation de sites immuno-privilégiés (site sans intervention du système immunitaire). TGF beta a deux voies de signalisation : une canonique utilisant les protéines Smad et l'autre interagissant avec plusieurs autres voies de signalisation.

## TGF-β
La cytokine TGF-β joue un rôle intégral dans la régulation des réponses immunitaires. Le TGF-β a des effets pléiotropiques sur l'immunité adaptative, et en particulier dans la régulation des réponses lymphocytaires T CD4+ effectrices et régulatrices. De nombreuses cellules appartenant ou non au système immunitaire peuvent produire du TGF-β, mais ce dernier est toujours produit au sein d'un complexe inactif qui doit être activé pour être fonctionnel. Ainsi, l'activation du TGF-β latent passe par le franchissement d'une couche de régulation.
Les gènes codant des facteurs de croissance TGF-β de la famille nodal (en), exprimés de façon asymétrique, régissent la mise en place de l'axe de polarité gauche-droite chez les Deutérostomiens, super-embranchement d'animaux bilatériens comprenant les Échinodermes, les Hémichordés, et les Chordés (embranchement qui contient les vertébrés). Ces gènes sont ainsi impliqués dans la morphogenèse asymétrique chez ces animaux,.
Chez les mammifères, la famille du TGF-β comprend 3 membres :
- Le TGF bêta 1 (en) - TGFB1 (en) 190180, est impliqué en hématopoïèse et dans la différenciation endothéliale.
- Le TGF bêta 2 - TGFB2 (en) 190220, affecte le développement cardiaque, cranio-facial, du poumon, du membre, des yeux, des oreilles, et du système uro-génital.
- Le TGF bêta 3 - TGFB3 (en) 190230, influence la palatogenèse et le développement pulmonaire.

Les facteurs de croissance transformant bêta sont tous synthétisés comme précurseurs contenant un peptide signal qui dirige les différents TGF-βs vers le réticulum endoplasmique. Le peptide signal constitue la large partie N-terminale de la protéine, est appelé peptide associé à la latence (LAP, latency-associated peptide). Le fragment C-terminal, beaucoup plus court, constitue la cytokine mature,.

### TGF-bêta 1
L’ADN complémentaire du TGF-bêta 1 humain code un de précurseur de 390 aa contenant un peptide signal de 29 aa et une pro-protéine de 361 aa. Une convertase furine transforme cette pro-protéine en un précurseur contenant une partie LAP de 249 aa (N-terminal) et la TGF-bêta mature de 112 aa ( C-terminale). Transformation et clivage de cette protéine entre les aa 278 et 279 résulte à la formation d’homodimères disulfides LAP et d’homodimères disulfides TGF-bêta1. 
Après sécrétion, ces homodimères restent liés de façon non-covalente et forment le petit complexe latent TGF-bêta.

La famille des TGF-bêta 1 comportent plusieurs groupes dont les GDF (« Growth differentiation factor ») composées de 15 molécules numérotées de 1 à 15 (dont la myostatine ou GDF 8, la GDF15).

### TGF-bêta 2
L’ADN cyclique du TGF-bêta 2 humain code un de précurseur de 414 aa contenant un peptide signal de 19 aa et une pro-protéine de 395 aa.
Une convertase furine transforme cette pro-protéine en un précurseur contenant une partie LAP de 232 aa (N-terminal) et la TGF-bêta mature de 112 aa (C-terminale).